# NGC 6700
NGC 6700 este o galaxie situată în constelația Lira. A fost descoperită în 17 august 1873 de către Édouard Stephan⁠(d). Se află la o distanță de 85,51 de megaparseci de Pământ.